# Нечай, Фёдор Макарьевич
Фёдор Макарьевич Нечай (иногда Фёдор Макарович Неча́й; бел. Фёдар Макар'евіч (Макаравіч) Нячай; 24 февраля (9 марта) 1905, Деражичи, Речицкий уезд, Минская губерния (ныне Лоевский район, Гомельская область) – 17 декабря 1990, Минск) – советский белорусский историк, доктор исторических наук, декан исторического факультета БГУ (1947—1953).

## Биография
Родился в деревне Деражичи в крестьянской семье 9 марта 1905 года. После окончания школы в Брагине работал учителем начальных классов в селе Щербаково в Ростовской области. Для поступления в вуз проработал два года на Таганрогском военном инструментальном заводе №65 наладчиком станков. В 1933 году окончил школу одногодичников РККА в Новочеркасске, в том же году поступил в Ростовский государственный педагогический институт (в настоящее время – университет). Окончил пединститут в 1937 году и поступил в аспирантуру Московского государственного университета, где под руководством А. В. Мишулина занимался изучением Союзнической войны в Римской республике (тема диссертации – «Союзническая война в источниках»). В 1940 году защитил кандидатскую диссертацию по историческим наукам (утверждена в 1941 году), начал работать в Чувашском педагогическом институте (в настоящее время – государственный университет). Во время Великой Отечественной войны вместе с институтом эвакуировался в Мариинский Посад. Некоторое время был деканом исторического факультета ЧГПИ, в 1943—1945 годах был его заместителем директора.
С 1945 году работал в Минске в Белорусском государственном университете. В 1947—1953 годах был деканом исторического факультета БГУ, в 1953 году возглавил кафедру истории древнего мира, а после её реорганизации до 1977 года возглавлял объединённую кафедру истории древнего мира и средних веков. В 1965 году защитил докторскую диссертацию (утверждена в 1966 году) по теме — «Рим и италики (Покорение Римом Италии и борьба италиков за землю и политические права)», в 1966 году стал профессором. Умер 17 декабря 1990 года в Минске.
Был женат, имел трёх детей.

## Основные публикации
монографии
- Рим и италики. — Мн., 1963. — 194 с.
- Образование римского государства. — Мн., 1972. — 272 с.

статьи
- Саюзніцкія абшчыны Рыма ў Італіі перад Саюзніцкай вайной // Вучоныя запіскі БДУ. — Серыя «Гісторыя». — Мн., 1948. — Вып. 6. — С. 41–63.
- Союзническая война в источниках // Учёные записки БГУ. — Серия «История». — Мн., 1950. — Вып. 10. — С. 239–275.
- Некоторые вопросы восстания итальянского крестьянства в начале Союзнической войны в Риме (91–90 гг. до н. э.) // Учёные записки БГУ. — Мн., 1951. — С. 124–149.
- Римские завоевания и их влияние на аграрные отношения во второй половине V в. и начале IV в. до н. э. // Учёные записки БГУ. — Серия «История». — Мн., 1953. — Вып. 16. — С. 395–425.
- Завоевание Средней и Южной Италии и аграрный вопрос в Риме // Учёные записки БГУ. — Серия «История». — Мн., 1955. — Вып. 23. — С. 140–183.
- К вопросу об аграрных отношениях в ранний период Рима // Учёные записки БГУ. — Серия «История». — Мн., 1956. — Вып. 30. — С. 36–82.
- Барацьба рымскага плебсу за зямлю і дэмакратызацыю канстытуцыі (366–265 гг. да н. э.) // Веснік БДУ. — Серыя 3. — Мн., 1969. — № 2. — С. 38–44.
- Патриции и плебеи в ранний период Рима // Вопросы истории древнего мира и средних веков. — Мн., 1970. — С. 88–120.
- Социальный статус греков эпохи Троянской войны и количество греческих войск под Троей // Вопросы истории древнего мира и средних веков. — Минск, 1977. — С. 88–120.